# Стефан Софіянський
Сте́фан Анто́нов Софія́нський (болг. Стефан Антонов Софиянски (7 листопада 1951, Софія) — болгарський державний і громадський діяч. Почесний громадянин Софії).

## Біографія
Стефан Антонов Софіянський народився 7 листопада 1951 року в Софії у родині Антона Ангелова Софіянського та Єлени Бояджиєвої Софіянської. Сестра — Марія.
1971 року закінчив Вищий економічний інститут імені Карла Маркса за фахом «статистика». Тривалий час працював спеціалістом з обчислювальної техніки в галузі будівництва й будівельної промисловості.
Після падіння в Болгарії комуністичного режиму активно зайнявся політичною діяльністю. В першому кабінеті країни без участі комуністів, сформованому «Союзом демократичних сил», який очолював Філіп Димитров, та в наступному кабінеті Любена Берова займав у 1991–1993 роках посаду голови Комітету пошти та зв'язку.
1993 року став заступником голови партії. 1995 вперше був обраний на посаду кмета Софії, та надалі успішно переобирався на цю посаду у 1999 та 2003 роках. Під час серйозної внутрішньополітичної кризи, яка охопила країну наприкінці 1996 — початку 1997 Стефан Софіянський відіграв важливу роль у процесі стабілізації обстановки. За дорученням президента країни він з 12 лютого до 21 травня очолював тимчасовий уряд країни, який було створено на період проведення дострокових парламентських виборів.
2001 року залишив СДС та заснував власну партію «Союз вільних демократів». 2004 проти Стефана Софіянського розпочалось розслідування за звинуваченням в корупції. Зокрема, його підозрювали у видачі дозволів на купівлю земельних ділянок під будівництво різних об'єктів за ціною в сотні разів нижчою за ринкову. Стефан Софіянський був тимчасово усунутий від обов'язків кмета на період проведення слідчих дій, але згодом повернувся до виконання обов'язків. В 2005 року партія Софіянського в коаліції з низкою інших дрібних політичних сил склала блок, який провів до парламенту країни незначну кількість депутатів. Стефан Софіянський залишив посаду мера столиці та перейшов на роботу до парламенту. Вихід Софіянського з посту кмета дозволив розпочати серйозну політичну кар'єру прем'єр-міністру Болгарії Бойко Борисову, який 2005 року переміг на дострокових виборах кмета столичного регіону.
2007 року залишив пост лідера партії. На парламентських виборах 2009 партія Софіянського не мала успіху.